# Дорожков, Алексей Кириллович
Алексей Кириллович Дорожков (1 декабря 1938 — 31 декабря 2011) — передовик советской металлургии, прессовщик Куйбышевского металлургического завода имени В. И. Ленина Министерства авиационной промышленности СССР, полный кавалер Ордена Трудовой Славы (1985).

## Биография
Родился 1 декабря 1938 года в Куйбышевской, ныне Самарской области в русской семье. В 16-ти летнем возрасте начал свою трудовую деятельность. С 1957 года стал работать на заводе №511, позже Куйбышевский металлургический завод имени В.И. Ленина. Прошёл службу в рядах Советской Армии.
После увольнения из армии, вернулся работать в прессовочный цех на Куйбышевский металлургический завод. Трудился прессовщиком. За высокие показатели в выпуске качественной продукции награждён знаками "Отличник качества", "Победитель социалистического соревнования", "Лучший рабочий по профессии", дипломами.
Указом Президиума Верховного Совета СССР от 3 апреля 1975 года был награждён орденом Трудовой Славы III степени. 
Указом Президиума Верховного Совета СССР от 10 марта 1981 года был награждён орденом Трудовой Славы II степени.
Указом Президиума Верховного Совета СССР от 26 июля 1985 года был награждён орденом Трудовой Славы I степени. Стал полным кавалером Ордена Трудовой Славы.
Выйдя на пенсию продолжал трудовую деятельность на заводе. Общий трудовой стаж составил свыше 56 лет. 
Проживал в Самаре. Умер 31 декабря 2011 года.

## Награды и звания
- Орден Трудовой Славы - I степени (26.07.1985);
- Орден Трудовой Славы - II степени (10.03.1981);
- Орден Трудовой Славы - III степени (03.04.1975);